# Jagdgeschwader 101
101-ша винищувальна ескадра (нім. Jagdgeschwader 101 (JG 101) — навчальна винищувальна ескадра Люфтваффе, що існувала у складі повітряних сил вермахту за часи Другої світової війни.

## Історія
101-ша винищувальна ескадра заснована 15 грудня 1942 року на основі штабу 1-ї школи винищувальної авіації (нім. Stab/Jagdfliegerschule 1 (JFS1) у Вернойхені. З 27 січня 1943 року ескадру передислокували до міста По на півдні Франції. Навчальний підрозділ ескадри офіційно ніколи не брав участь у бойових діях, хоча 5 березня 1944 року Jagdgruppe West і JG 101 захищали Бержерак, Коньяк та інші аеродроми на південному заході Франції від нальоту В-24 8-ї повітряної армії.
Підрозділ експлуатував кілька типів навчально-тренувальних літаків, включаючи біплани Go 145 та Bü 131 та винищувачі Dewoitine D.520 французького виробництва. JG 101 також експлуатував перший двомісний Bf 109. Також у навчальних цілях використовувався двомісними тренажерами Fw 190F-8/U-1.
16 квітня 1945 року винищувальна ескадра була розформована, а 2400 чоловіків особового складу перевели до 10-ї та 11-ї парашутних дивізій Люфтваффе.

## Командування

### Командири
штаб (Stab/JG 101)
- оберлейтенант Еріх фон Зелле (нім. Erich von Selle) (15 грудня 1942 — 4 лютого 1944);
- майор Вальтер Новотни (нім. Walter Nowotny) (1 квітня — 10 вересня 1944);
- майор Ганс Кнаут (нім. Hans Knauth) (11 вересня 1944 — 16 квітня 1945).

1-ша група (I./JG 101)
- гауптман Макс Добислав (нім. Max Dobislav) (15 грудня 1942 — 5 січня 1943);
- майор Отто Бертрам (нім. Otto Bertram) (6 січня 1943 — 30 квітня 1944);
- гауптман Герхард Коалл (нім. Gerhard Koall) (1 травня 1944 — 15 січня 1945);
- гауптман Фердинанд Фогль (нім. Ferdinand Vögl) (16 січня — 16 квітня 1945)

2-га група (II./JG 101)
- гауптман Вальдемар Вюбке (нім. Waldemar Wübke) (15 жовтня 1944 — 15 квітня 1945)

## Бойовий склад 101-ї винищувальної ескадри
- Штаб (Stab/JG 101)
- 1-ша група (I./JG 101)
- 2-га група (II./JG 101)

## Основні райони базуванняштабу101-ї винищувальної ескадри[1]
| Час                              | Місто          |
| -------------------------------- | -------------- |
| 15 грудня 1942 — 31 березня 1943 | Вернойхен      |
| 1 квітня 1943—20 червня 1944     | По             |
| 20 червня—серпень 1944           | Бад-Верісгофен |
| серпень 1944—16 квітня 1945      | Ландау         |